# Industria floral
La industria floral es una de las industrias más importantes en muchos países en desarrollo y subdesarrollados. La floricultura como industria comenzó a finales del siglo XIX en el Reino Unido, donde se cultivaban flores a gran escala en vastas propiedades a campo abierto. La industria floral actual es una industria dinámica, global y de rápido crecimiento, que ha logrado tasas de crecimiento significativas durante las últimas décadas. En la década de 1950, el comercio mundial de flores era inferior a los 3.000 millones de dólares. En 1994, había aumentado a 100.000 millones de dólares. En los últimos años, la industria floral ha crecido un seis por ciento anual, mientras que el volumen del comercio mundial en 2003 fue de 101.840 millones de dólares. [cita requerida]
La industria floral consta esencialmente de tres componentes principales: los productores, los mayoristas o distribuidorers, y los minoristas cuyos negocios están bastante entremezclados. Las tendencias recientes son más hacia la eliminación de los intermediarios, los mayoristas entre los productores y los minoristas, de modo que las flores estén disponibles a precios considerablemente bajos.

## Transporte
Algunas flores se envían planas en cajas, lo que permite empaquetar grandes cantidades de flores en espacios pequeños, como las bodegas de los aviones. Algunas otras flores se empaquetan en tarimas, estas tarimas están cubiertas con un grado especial de film estirable llamado película Air-O [4] que permite la circulación de aire en las paletas. Otras flores no pueden sobrevivir durante largos períodos fuera del agua, como las orquídeas, las gerberas (margaritas gerberes) y los nenúfares. Estos se envían con su propio recipiente de agua sellado (llamados picks) en cada extremo del tallo, para flores más caras o tropicales, o se transportan en cubos de agua (estos cubos se conocen como Proconas, acrónimo de: PROductor a CONsumidor en Agua). El último método prolonga la vida útil de las flores y reduce el tiempo de trabajo ya que las flores están listas para la venta, pero obviamente también reduce la cantidad de flores que se pueden transportar, ya que son mucho más pesadas que las flores empacadas en seco y, por lo tanto, los costos de transporte, especialmente el transporte aéreo, son más altos. [ cita requerida]
Las flores toman varias rutas hasta el consumidor, dependiendo de dónde se cultiven y cómo se vendan. Algunos cultivadores cortan y empaquetan flores en sus viveros, enviándolas directamente al consumidor por pedido por correo. Algunas flores se envían a empresas empacadoras, que las clasifican y las colocan en racimos para venderlas en los supermercados o entregarlas por correo. Algunas flores son clasificadas y envueltas por los cultivadores y se venden en mercados de flores al por mayor; los mayoristas luego las venden a floristas que las acondicionan y arreglan para el consumidor.

## Países Bajos y la historia de la industria floral
Tradicionalmente, el centro de la producción de flores ha estado cerca de sus mayores consumidores: el mundo desarrollado, donde Japón, Europa Occidental, y los Estados Unidos eran tanto productores como consumidores importantes, siendo los principales mercados de consumo Alemania (22 por ciento), Estados Unidos (15 por ciento), Francia (10 por ciento), Reino Unido (10 por ciento), Países Bajos (9 por ciento), Japón (6 por ciento), Italia (5 por ciento). ) y Suiza (5 por ciento).
El tulipán era en realidad originalmente una flor silvestre que crecía en Asia Central. Fue cultivado por primera vez por los turcos ya en el año 1000 d. C. La manía en Turquía golpeó en el siglo XVI, en la época del Imperio Otomano, cuando el sultán exigió el cultivo de flores particulares para su placer. Los tulipanes se convirtieron en plantas de jardín populares en el este y el oeste, pero, mientras que en la cultura turca el tulipán era un símbolo del paraíso en la tierra y tenía casi un estatus divino, en los Países Bajos representaba la brevedad de la vida.
Países Bajos sigue siendo el centro de producción para el mercado floral europeo, así como un importante proveedor internacional para otros continentes. La Subasta de flores de Aalsmeer es el mercado de flores más grande del mundo. Desde mediados de la década de 1970, la producción y distribución de flores cortadas en los Países Bajos se ha disparado. En 1995, los productores neerlandeses produjeron más de 8 mil millones de flores y las subastas de flores comercializaron colectivamente más de 5,4 mil millones de euros (alrededor de $ 6,15 mil millones) en flores cortadas y plantas en macetas, contribuyendo con más de 8 mil millones de euros anuales CBS: 2011 a la balanza comercial holandesa.

## Nuevos centros de crecimiento de flores
Los expertos creen que el enfoque de la producción se ha trasladado de los productores tradicionales a países donde el clima es mejor y los costos de producción y mano de obra son más bajos. Esto ha resultado en un cambio de paradigma en la industria floral. Países Bajos, por ejemplo, ya ha cambiado la atención de la producción de flores al comercio de flores, aunque todavía juega un papel importante en el desarrollo de la genética florícola. Los nuevos centros de producción son típicamente países en desarrollo como Ecuador (el mayor productor y exportador de rosas a nivel mundial), Colombia (segundo mayor exportador del mundo y con un mercado de más de 40 años), Etiopía, Kenia e India. Otros jugadores en esta industria global son México, Israel, Sudáfrica, Australia, Tailandia y Malasia. Nueva Zelanda, debido a su posición en el hemisferio sur, es una fuente común de flores de temporada que normalmente no están disponibles en Europa, y Estados Unidos.
En África, Kenia es el mayor exportador y suministra un gran porcentaje de las flores de Europa. La industria está representada por el Kenya Flower Council.
En América del Norte, México dedicó el tercer área de tierra más grande del mundo en 2019 (22,700 hectáreas ~ 56,092 acres y en crecimiento) a la producción de flores ornamentales. A pesar de eso, sólo el 5% de la producción total de flores de México se exporta actualmente, principalmente a Estados Unidos, Canadá, y Europa. Sin embargo, el alto desarrollo tecnológico en la mayoría de sus centros de producción de flores, como Villa Guerrero, Estado de México, hace posible una calidad de clase mundial en la producción de flores. La industria floral en México, está representada por el Consejo Mexicano de la Flor a nivel nacional, pero también se encuentran numerosas organizaciones de productores de flor de alcance estatal y regional. La Asociación de Floricultores de Villa Guerrero A.C. también reconocida internacionalmente por su acrónimo ASFLORVI, contaba con más de 700 miembros en 2019, siendo la asociación de productores de flores más grande de México. México ofrece numerosas ventajas para las empresas de flores en los Estados Unidos y Canadá en comparación con muchos países productores de flores ya conocidos como Colombia y Ecuador. Quizás la mayor ventaja es que los centros de producción masiva de flores en México, como Villa Guerrero (hoy conocida como Capital de la Flor en México), se encuentran a solo 1,051 kilómetros (~ 653 millas) o aproximadamente 13 horas en automóvil desde Laredo, Texas. Esto facilita que las flores que se producen en México en todas las estaciones del año (dadas las favorables condiciones climatologicas del país) puedan ser enviadas por carretera hacia los Estados Unidos, y ello representa una ventaja logística significativa para las empresas de flores estadounidenses y canadienses que importan flores de regiones remotas del mundo y dependen exclusivamente del transporte aéreo que en general es más costoso. Además, el Aeropuerto Internacional de Toluca, actualmente infrautilizado, se encuentra a una distancia en autopista de solo 69,00 km (~ 42,87 millas) o una hora en automóvil desde la Capital de la Flor en México, lo que lo convierte en una opción de transporte aéreo más competitiva para los mercados de flores de Canadá y Estados Unidos que cualquier otro país cultivador de flores en el mundo. Dado que México ya tiene un tratado de libre comercio con estas naciones (el T-MEC), ésta podría ser una oportunidad para que México se convierta en el más importante exportador de flores hacia Estados Unidos y Canadá. Asimismo, las plantaciones ilegales mexicanas de opio, cannabis y coca se cultivan en tierras que reúnen todas las condiciones climatologicas para el cultivo de flores ornamentales, lo que representa una valiosa oportunidad para que el gobierno mexicano incentive proyectos productivos de cultivo de flores ornamentales para los agricultores mexicanos pobres, quienes en su mayoría, cultivan cultivos ilícitos como única alternativa para subsistir. Esto permitiría a México atender algunas de las principales causas de su producción ilegal de narcóticos y posiblemente reducir la violencia ubicua y desenfrenada de la guerra contra el narcotráfico en México.
En América del Sur, Colombia es el principal productor y exportador de flores; y en 2006 representaba el 59% de todas las flores importadas a Estados Unidos. Estados Unidos importa el 82% de sus flores. Los productores en los Estados Unidos afirman que 3 de cada 4 flores en los Estados Unidos se cultivan fuera de los Estados Unidos, siendo Colombia el mayor exportador. Estados Unidos firmó un tratado de libre comercio con Colombia y eso ha bajado el costo de las flores colombianas en Estados Unidos. Ecuador se ha convertido, en los últimos años, en el principal productor de rosas de América del Sur y es bien conocido en todo el mundo por sus rosas de cabeza grande de alta calidad debido a la ubicación a gran altitud de sus fincas de rosas.

## Compañías
- - Bill Doran Company (USA)
  - Florists' Transworld Delivery (FTD) (USA)
  - Teleflora (USA)
  - 1800 Flowers (USA)
  - more

## Organizaciones de comercio
- - Royal FloraHolland
  - Society of American Florists
  - Produce Marketing Association
  - British Florist Association
  - more